# Людмилинская соляная скважина
Людмилинская соляная скважина является достопримечательностью Соликамска и одним из символов города.

## История
Место, где располагается Людмилинская скважина, в XIX — начале XX века находилось на территории Троицкого солеваренного завода И. В. Рязанцева. Работнику завода — Николаю Рязанцеву — было поручено пробурить скважину с целью определения расположения солевых пластов. Работы проводились в 1906 г. На глубине 98 метров была обнаружена жёлтая соль с красными прожилками. Она была горькой на вкус и была непригодной для выварки. Н. П. Рязанцев отправил соль на анализ. В 1910 г. провизор А. Власов сообщил, что соль содержит большое количество хлорида калия с примесью железа. Образцы для подтверждения анализов отправили в Петербургский геологический комитет.
В 1910 г. на скважине были завершены буровые работы, её оборудовали насосом, и 30 августа 1910 г. она уже действовала, выдавая рассол крепостью в 24 градуса. В честь жены И. В. Рязанцева скважина получила название Людмилинской. Стоимость скважины была оценена в 6 тысяч рублей — по 250 рублей за каждый градус крепости.
Скважина проработала до 1923 года, когда трест «Пермсоль», будучи не в состоянии восстановить после гражданской войны все солеваренные заводы, закрыл также и Троицкий (Соликамский) завод.
Однако Людмилинская скважина не была забыта: обнаружение калийных солей дало начало образованию в Соликамске отрасли калийных удобрений, когда 5 октября 1925 года геологической экспедицией профессора Пермского университета Павла Преображенского из скважины были извлечены образцы, содержащие сильвинит. Обнаружение сильвинита позволило открыть крупнейшее в мире Верхнекамское месторождение калийных солей.

## Людмилинская скважина сегодня
Ныне скважина является действующей — из неё на поверхность земли поступает вода. В начале 2010 г. по программе «Соликамск — соляная столица России» по проекту фирмы «Арх-идея» место вокруг скважины было облагорожено для пешеходного туризма.
Скважина является городской достопримечательностью и входит в Зелёную линию Соликамска.